# Antoni Cases
Antoni Cases Pallarès (Barcelona, 15 de diciembre de 1958) es un empresario y diseñador catalán. En 2007 fue uno de los fundadores del diario Público con Jaume Roures y Tatxo Benet.
Fue el diseñador de la publicación y era propietario del 6,88% de la empresa editora Mediapubli a través de Editoriales Panamericanas. Con el cierre de la edición en papel de Público, Cases pasó a ser el accionista mayoritario de la nueva versión digital.
Dirige el estudio de diseño gráfico Casas y asociados.